# Fortune (یونیکس)

fortune (به انگلیسی: fortune) یک برنامه در سیستم‌عامل یونیکس و نوادگان آن است که یک پیام شبه تصادفی چاپ می‌کند. این پیام‌ها در یک پایگاه داده ساده ذخیره شده‌اند و هر بار که کاربر برنامه fortune را اجرا می‌کند، این برنامه پیامی را از پایگاه داده خود چاپ کرده و خارج می‌شود. fortune اولین بار در نسخه ۷ یونیکس ظاهر شد و در نسخه‌های مدرن یونیکس مانند خانواده بی‌اس‌دی هم حفظ شده‌است. نسخه‌ای که در سیستم عاملهای بی‌اس‌دی وجود دارد در اصل توسط کن آرنولد نوشته شده‌است. پیام‌های که fortune چاپ می‌کند طیف بسیار گسترده‌ای دارد مانند نکات و ترفندهای آموزشی، لطیفه، شعر، داستان کوتاه، سخنان انسان‌های مشهور، و ... که البته در برخی موارد این پیام‌ها زبان تندی دارند و حالت تعرض‌آمیز به خود می‌گیرند. به خاطر جلوگیری از توهین به باورها و عقاید کاربران، پیام‌های تعرض‌آمیز در یک پایگاه دادهٔ مجزا نگهداری می‌شوند و در حالت عادی نمایش داده نمی‌شوند و کاربر باید با ریسک خودش از این پایگاه داده استفاده کند. در نسخه‌های اخیر سیستم‌عامل فری‌بی‌اس‌دی، پایگاه‌های داده‌ای که حاوی پیغام‌های تعرض‌آمیز بودند، حذف شدند.
مثال:
```
% fortune
The world is coming to an end!
Repent and return those library books!

```

مثال از حالت تعرض‌آمیز:
```
% fortune -o
He's a son-of-a-bitch, but he's our son-of-a-bitch.
                -- FDR on Nicaraguan dictator Anastasio Somoza

```